# Ixtlahuacán del Río
Ixtlahuacán del Río är en ort i Mexiko.   Den ligger i kommunen Ixtlahuacán del Río och delstaten Jalisco, i den centrala delen av landet, 500 km väster om huvudstaden Mexico City. Ixtlahuacán del Río ligger 1 638 meter över havet och antalet invånare är 6 000.
Terrängen runt Ixtlahuacán del Río är kuperad åt nordväst, men åt sydost är den platt. Runt Ixtlahuacán del Río är det ganska glesbefolkat, med 23 invånare per kvadratkilometer. Ixtlahuacán del Río är det största samhället i trakten. Omgivningarna runt Ixtlahuacán del Río är en mosaik av jordbruksmark och naturlig växtlighet.